# انجمن بین‌المللی علوم رادیویی
انجمن بین‌المللی علوم رادیویی یکی از ۲۶ انجمن بین‌المللی علمی وابسته به شورای بین‌المللی علوم است.

## تاریخچه
انجمن بین‌المللی علوم رادیویی در سال ۱۹۱۹ (میلادی) در هنگام برگزاری نشست مجلس مؤسسان شورای پژوهش بین‌الملل (شورای بین‌المللی علوم امروزی) پدید آمد. این انجمن بر پایه کمیسیون بین‌المللی تلگراف بی‌سیم (۱۹۱۳–۱۹۱۴ میلادی) پدید آمده بود. در آن هنگام، تنها سامانه ارتباط رادیویی، تلگراف بی‌سیم بود. از سال ۱۹۲۲ (میلادی) هر سه سال یک بار، برای آن مجمع عمومی تشکیل می‌شود. در دهه ۱۹۶۰ (میلادی) انجمن بین‌المللی علوم رادیویی یکی از مهمترین پیش‌برندگان سال بین‌المللی ژئوفیزیک بود. این انجمن به همراه اتحادیه ژئوفیزیک آمریکا حامی مالی مجله علوم رادیویی و مجله هواکره و فیزیک خورشید و زمین هستند.

## آرمان‌ها
آرمان اصلی انجمن بین‌المللی علوم رادیویی، تشویق به پژوهش علمی دربارهٔ تلگراف بی‌سیم و به ویژه پژوهش‌هایی است که به همکاری بین‌المللی نیاز دارند. این آرمان به همه شاخه‌های علوم رادیویی از مخابرات تا اخترشناسی رادیویی، دریافت اطلاعات رادار از اجسام گذرنده از دور در فضای بیرونی، مطالعه تابش برانگیخته یا خودبخود، تأثیر زیستی تابش الکترومغناطیس، و دستکاری فعالانه اجسام با موج‌های رادیویی با طیف الکترومغناطیس از بسامد بس‌پایین تا طیف مرئی، گسترده شده‌است.

## کمیسیون‌ها
- کمیسیون A: مترولوژی الکترومغناطیس
- کمیسیون B: میدان‌ها و امواج
- کمیسیون C: سامانه‌های ارتباط رادیویی و پردازش سیگنال
- کمیسیون D: الکترونیک و فوتونیک
- کمیسیون E: محیط و تداخل‌های الکترومغناطیس
- کمیسیون F: پخش موج و دوری‌سنجی
- کمیسیون G: پخش و موج یونوسفری
- کمیسیون H: موج در محیط‌های پلاسما
- کمیسیون J: اخترشناسی رادیویی
- کمیسیون K: الکترومغناطیس در زیست‌شناسی و داروسازی

چندین کمیسیون با انجمن‌های دیگر در پروژه‌های بین‌المللی همکاری می‌کنند. نمونه آن همکاری با کمیته پژوهش فضایی در پروژه مرجع بین‌المللی یونوسفر است.